# Echoes the Fall
Echoes The Fall je američka rok/metal grupa iz Feniksa, SAD. Obrazovana je 2005. godine, od strane braće Gejbl - Majka i Miča, basista je bio Trevor Kiling, dok je glavni glas bio Dejvid Maki. Godine 2005. izdali su mini album pod nazivom „Someday Soon“, nakon čega je 2009. usledio i prvi studijski album „Bloodline“. Nakon toga bend postaje veoma popularan u Feniksu i okolini. Novi gitarista Majls Bajrum dolazi u trentku kada Ehous d fol izdaje četiri pesme koje će se naći na sledećem albumu („Burn it down, This is not goodbye, Because of you, Start over again“) od kojih je najveću popularnost stekla numera „This is not goodbye“. Tada bend napušta pevač Dejvid Maki. Bend je poznat po svom tvrdom alternativnom zvuku, sa hrišćanskim motivima u tekstovima.

## Diskografija
- (2005)
- (2009)

## Spoljašnje veze
- (језик: енглески)